# Championnats d'Europe d'escalade 2015
 (novembre 2024).
Si vous disposez d'ouvrages ou d'articles de référence ou si vous connaissez des sites web de qualité traitant du thème abordé ici, merci de compléter l'article en donnant les références utiles à sa vérifiabilité et en les liant à la section « Notes et références ».
Navigation
Édition précédente Édition suivante
Les Championnats d'Europe d'escalade 2015 se sont déroulés en deux temps :
- à Innsbruck, en Autriche, du 14 au 16 mai 2015, pour les épreuves de bloc,
- à Chamonix-Mont-Blanc, en France, du 10 au 12 juillet 2015 pour les épreuves de difficulté et de vitesse[1].

## Podiums

### Hommes
| Épreuves   | Or                               | Argent                  | Bronze                      |
| ---------- | -------------------------------- | ----------------------- | --------------------------- |
| Bloc       | Allemagne Jan Hojer              | Tchéquie Adam Ondra     | Italie Stefan Scarperi      |
| Difficulté | Espagne Ramón Julián Puigblanqué | Tchéquie Adam Ondra     | Allemagne Sebastian Halenke |
| Vitesse    | Tchéquie Libor Hroza             | Ukraine Danyil Boldyrev | Pologne Marcin Dzieński     |

### Femmes
| Épreuves   | Or                     | Argent                  | Bronze                      |
| ---------- | ---------------------- | ----------------------- | --------------------------- |
| Bloc       | Allemagne Juliane Wurm | Autriche Anna Stöhr     | Autriche Katharina Saurwein |
| Difficulté | Slovénie Mina Markovič | Slovénie Janja Garnbret | Autriche Jessica Pilz       |
| Vitesse    | France Anouck Jaubert  | Russie Iuliia Kaplina   | Russie Mariia Krasavina     |